# Black Adam (película)
Black Adam es una película estadounidense de superhéroes basada en el personaje homónimo de DC Comics. Producida por New Line Cinema, DC Films, Seven Bucks Productions y FlynnPictureCo. y distribuida por Warner Bros. Pictures, es la undécima película del Universo extendido de DC (DCEU). Dirigida por Jaume Collet-Serra y escrita por Adam Sztykiel, Rory Haines y Sohrab Noshirvani, está protagonizada por Dwayne Johnson como Teth-Adam / Black Adam junto a Aldis Hodge, Noah Centineo, Sarah Shahi, Marwan Kenzari, Quintessa Swindell, Bodhi Sabongui, y Pierce Brosnan.
Johnson se unió a ¡Shazam! al principio del desarrollo y, en septiembre de 2014, confirmó que interpretaría al villano Black Adam. Los productores decidieron separar al personaje para su propia película en enero de 2017 y Sztykiel fue contratado en octubre. Collet-Serra se incorporó en junio de 2019 y el rodaje estaba previsto para julio de 2020 para una fecha de estreno en diciembre de 2021, pero estos planes se retrasaron por la pandemia de COVID-19. Durante el año siguiente, se llevaron a cabo más casting, incluso para miembros de la Sociedad de la Justicia de América (JSA), y el guion fue reescrito por Haines y Noshirvani. El rodaje tuvo lugar de abril a agosto de 2021 en Atlanta, Georgia y también en Los Ángeles.
Black Adam se estrenó en Estados Unidos el 21 de octubre de 2022, por Warner Bros. Pictures. Recaudó $393 millones en todo el mundo con un presupuesto de producción de $195 millones; según algunas estimaciones.

## Argumento
En el 2600 a. C., el tiránico rey de Kahndaq, Ahk-Ton (Marwan Kenzari), crea la Corona de Sabbac, conocida por otorgar gran poder a quien la lleva debido a que fue impregnada con los poderes de los seis demonios del mundo antiguo. Después de intentar organizar una revuelta, un joven esclavo recibe el poder del Consejo de Magos, transformándolo en el heroico campeón de Kahndaq, quien mata a Ahk-Ton y termina con su reinado.
En 2021, Kahndaq está oprimido por la Intergang. La arqueóloga Adrianna Tomaz (Sarah Shahi) intenta localizar la Corona de Sabbac con la ayuda de su hermano Karim (Mohammed Amer) y sus colegas, Samir (James Cusati-Moyer) e Ishmael Gregor (Marwan Kenzari). Cuando Adrianna obtiene la corona, son emboscados por la Intergang. Adrianna lee un encantamiento que despierta de su sueño a quien se cree como el antiguo campeón heroico de Kahndaq, Teth-Adam (Dwayne Johnson), quien posteriormente mata a la mayoría de las tropas de la Intergang.
La Oficial del gobierno pública Amanda Waller (Viola Davis) se entera del incidente y se pone en contacto con Carter Hall / Hawkman (Aldis Hodge) y la JSA (Sociedad de la Justicia de América) (compuesta por Kent Nelson / Doctor Fate (Pierce Brosnan), Maxine Hunkel / Cyclone (Quintessa Swindell) y Albert "Al" Rothstein / Atom Smasher (Noah Centineo) para ayudar a detener a Adam. La JSA llega a tiempo para evitar que Adam siga destruyendo la ciudad. La JSA le explica a Adrianna que Adam no fue un salvador en su tiempo, sino un loco que fue encarcelado, no sepultado.
Se revela que Ishmael es el líder de la Intergang y secuestra al hijo adolescente de Adrianna, Amon (Bodhi Sabongui), quien ha escondido la corona. Adam, Adrianna y la JSA se unen y tienen la intención de usar la corona para intercambiarla por Amon. Llegan a Ishmael, quien revela que él es el último descendiente del rey Ahk-Ton y, queriendo el lugar que le corresponde en el trono, exige la corona, que Adrianna le da voluntariamente para salvar la vida de Amon. Ishmael traiciona su parte del trato e intenta dispararle a Amon, y Adam, tratando de salvar a Amon, pierde nuevamente el control de sus poderes y destruye el escondite con su poder, "matando" a Ishmael e hiriendo a Amon.
Lleno de culpa, Adam huye. Después le revela a Hawkman que él (Teth-Adam) no es el antiguo campeón de Kahndaq, sino el padre del verdadero campeón Hurut (Jalon Christian); narra que sabiendo que su hijo Hurut era invencible, los asesinos del rey eligieron ejecutar a la familia de Hurut (incluidos él mismo y su esposa, la madre de Hurut) para vengar a su rey y que Hurut le había transferido su poder a él para salvarle la vida, convirtiéndolo así en el nuevo campeón, solo para que los asesinos de Ahk-Ton maten al ahora mortal Hurut. Enfurecido y cegado por su dolor, Adam asesinó a todos los hombres del rey, reinando la destrucción sobre la ciudad, antes de ser convocado por el Consejo de Magos quienes lo consideran indigno como el nuevo campeón, en represalia Adam los mata a todos, excepto al mago Shazam (Djimon Hounsou), quien después lo encarcela junto con la corona. Sintiéndose incapaz de convertirse dignamente en el campeón de Kahndaq, Adam se rinde ante la JSA, que lo lleva a la prisión submarina de Waller. Poco después, Fate ve una ominosa premonición de una de las muertes inminentes de un integrante de la JSA, Hawkman. Cuando el grupo regresa a la ciudad, se dan cuenta de que Ishmael hizo que Adam lo matara intencionalmente mientras llevaba la Corona de Sabbac para que pudiera renacer como el anfitrión del demonio Sabbac mismo, y surge del inframundo para reclamar su trono.
La JSA llega a tiempo para intentar detener a Sabbac, quien convoca a los muertos vivientes a Kahndaq. La JSA se prepara para enfrentarse a Sabbac en las ruinas de Ahk-Ton, pero Fate crea un campo de fuerza mágico que prohíbe la entrada de Hawkman, Cyclone y Atom Smasher y revela que la muerte de Hawkman se puede evitar con su propio sacrificio. Luego, Fate lucha solo contra Sabbac y, al mismo tiempo, usa una proyección astral para liberar a Adam. Sabbac mata a Fate, haciendo que el campo de fuerza desaparezca y permitiendo que los demás peleen. Justo cuando Sabbac está a punto de matar a Hawkman, Adam llega y se enfrenta a Sabbac, y finalmente lo mata. La JSA se marcha en buenos términos con Adam, quien acepta su nuevo papel como protector de Kahndaq adoptando el nuevo nombre de Black Adam y destruyendo el antiguo trono de la nación creyendo que la población necesita un protector y no un gobernante.
En una escena de mitad de los créditos, un mensaje de Waller advierte a Black Adam de que nunca abandone el país, pero Black Adam tiene una actitud desafiante y destruye el drone que le envío el mensaje, después llega Superman (Henry Cavill) y le dice que los dos deben hablar.

## Reparto
- Dwayne Johnson como Teth-Adam / Black Adam:
Un antihéroe de Kahndaq que es encarcelado durante casi 5000 años. Originalmente fue un ex esclavo de Kahndaq a quien su hijo le otorgó los poderes de múltiples dioses egipcios después de que los soldados del rey Ahk-Ton lo hirieran mortalmente. Posee la resistencia de Shu, la rapidez de Heru, la fuerza de Amón, la sabiduría de Zehuti, el poder de Atón y el coraje de Mehen. Benjamin Patterson sirve como doble de Teth-Adam en las escenas donde se lo representa en su inicial forma humana, con el rostro de Johnson superpuesto al personaje para estas secuencias. El personaje apareció previamente en ¡Shazam! (2019) en un cameo, durante la escena donde el mago Shazam le enseña a Billy Batson sobre los portadores anteriores de sus poderes. Johnson también prestó su voz al personaje en la película animada DC Liga de Supermascotas (2022) en un cameo posterior a los créditos.[4][5]
- Sarah Shahi como Adrianna Tomaz: Profesora universitaria y luchadora de la resistencia en la actual Kahndaq, que demuestra ser una aliada de Adam y la Sociedad de la Justicia.[6]
- Bodhi Sabongui como Amon Tomaz: El hijo adolescente de Adrianna, que se hace amigo de Adam, a quien considera un héroe.
- Aldis Hodge como Carter Hall / Hombre Halcón:
Un arqueólogo que es la reencarnación de un príncipe egipcio y tiene el poder de volar gracias a sus alas de metal. Es el líder de la Sociedad de la Justicia de América (SJA).[7][8]
- Noah Centineo como Albert "Al" Rothstein / Atom Smasher:
Un miembro de la SJA con la habilidad metahumana de controlar su estructura molecular y manipular su tamaño y fuerza.[9][5]
- Marwan Kenzari como Ishmael Gregor / Sabbac:
El último descendiente del rey Ahk-Ton y líder militante de la organización criminal Intergang, poseído por un demonio, a quien Black Adam debe detener trabajando con la Sociedad de la Justicia. A diferencia de Thet-Adam, Sabbac recibe los poderes de los seis demonios más poderosos del Infierno: Satanás, Aym, Belial, Belcebú, Asmodeo y Crateis.[10][11][12]
  - Kenzari también aparece como Ahk-Ton, el antepasado de Ishmael y el antiguo rey tiránico de Kahndaq, quien fue asesinado por Adam.
- Quintessa Swindell como Maxine Hunkel / Cyclone: Una miembro de la SJA y la nieta de Tornado Rojo que tiene el poder de controlar el viento y generar sonido. Fue experimentada e inyectada con tecnología nanobot a una edad temprana, lo que resultó en el origen de sus poderes. Como nieta de una superheroína busca estar a la altura de su legado familiar. Swindell estudió técnicas de baile al diseñar los movimientos del personaje.[13]
- Pierce Brosnan como Kent Nelson / Doctor Fate:
Un miembro de la SJA e hijo de un arqueólogo, que aprendió hechicería y recibió el mágico Casco del Destino. Con su padre descubrió la tumba de Nabu el Sabio. Después de empezar a portar su casco místico el cual lo elige como su usuario, logra dominar sus poderes mágicos los cuales usa como superhéroe durante los próximos años.[14] Brosnan usó un traje de captura de movimiento para el papel.[15]

Además, Mohammed Amer interpreta a Karim, el hermano de Adrianna Tomaz y tío de Amon. Viola Davis y Jennifer Holland repiten su papeles como Amanda Waller y Emilia Harcourt respectivamente de medios anteriores del DCEU. James Cusati-Moyer interpreta a Samir, un colega de Adrianna y Karim. Jalon Christian aparece como Hurut, el hijo de Adam que se convierte en el campeón original de Kahndaq considerado puro de corazón para ejercer los poderes de Shazam mientras que Uli Latukefu aparece como el súper-ego adulto de Hurut. Odelya Halevi interpreta a Shiruta, la esposa de Adam y madre de Hurut que fue asesinada por los hombres de Ahk-Ton. Henry Winkler hace un cameo como Al Pratt, el tío de Rothstein que fue el anterior Atom Smasher.
Djimon Hounsou repite su papel de ¡Shazam! (2019) como el mago Shazam. Henry Cavill regresa como Clark Kent / Superman durante la escena poscréditos en un cameo sin acreditar. Esta sería la última aparición de Cavill como Superman antes de que se anunciara que dejaría el papel definitivamente. Los demonios Satanás, Aym, Belial, Belcebú, Asmodeo y Crateis también aparecen en la película siendo expresados por actores no acreditados.

## Producción

### Desarrollo
A principios de la década de los años 2000, New Line Cinema comenzó a desarrollar una película de ¡Shazam!, basada en el personaje de DC Comics, Capitán Marvel. El título procedía del mago Shazam, que otorga al héroe sus poderes, ya que DC no podía utilizar el título de Capitán Marvel por cuestiones legales. Peter Segal firmó para dirigir la película en abril de 2006 y a finales de ese año se habló con Dwayne Johnson para que interpretara al Capitán Marvel. Para noviembre de 2007, Johnson también estaba interesado en el antagonista de la película, Black Adam, y había recibido respuestas positivas de los fanáticos sobre la posibilidad de que interpretara al personaje. El desarrollo de la película quedó en suspenso en enero de 2009, pero volvió a empezar en abril de 2014, cuando Warner Bros. (la empresa matriz de New Line Cinema) y DC empezaron a planificar una serie de películas de superhéroes para su universo compartido, el Universo extendido de DC (DCEU). Ese agosto, Johnson dijo que seguía vinculado a la película pero que aún no había decidido si interpretaría al Capitán Marvel o a Black Adam. Un mes después, Johnson anunció que interpretaría a Black Adam.
En enero de 2017, Johnson se reunió con Geoff Johns, de DC, para hablar del proyecto después de que los ejecutivos del estudio se preocuparan porque un actor del perfil de Johnson fuera utilizado como villano y personaje secundario en la película en lugar de protagonizarla. Tras esa reunión, decidieron dividir el proyecto en dos películas: ¡Shazam! (2019), protagonizada por el héroe Capitán Marvel al que DC había rebautizado desde entonces como Shazam; y Black Adam, con Johnson como el actor del antihéroe. Él dijo que los dos personajes se encontrarían en pantalla en el futuro. Johns confirmó en julio que Johnson no aparecería en ¡Shazam!, aunque su imagen se utiliza en esa película para un holograma mágico de Black Adam conjurado por el mago Shazam.
Adam Sztykiel fue contratado para escribir el guion de Black Adam en octubre de 2017, con Johnson dispuesto a producir la película con Hiram y Dany Garcoa de Seven Bucks Productions junto con Beau Flynn de FlynnPictureCo. En ese momento, había planes para que Johnson apareciera por primera vez como Black Adam en la secuela de Escuadrón Suicida (2016), que tenía a Gavin O'Connor como escritor y posible director. La intención era que los miembros del Escuadrón Suicida rastrearan un arma de destrucción masiva que se revelaría como Black Adam en un pequeño papel para Johnson, pero estos planes se abandonaron cuando O'Connor dejó esa película en 2018. Sztykiel completó un borrador del guion de Black Adam en abril de 2018, cuando Johnson dijo que había posibilidades de que el rodaje comenzara en 2019. A finales de agosto, Sztykiel había entregado otro borrador y se estaban realizando nuevas revisiones. Hiram García dijo entonces que dar a Shazam y Black Adam sus propias películas estaba permitiendo desarrollar mejor la de cada personaje y añadió que su representación de Black Adam no iba a ser «suavizada para el público», explicando que no es «el superhéroe escultista, es el tipo que es como, vale, ¿te lo cruzas? Pues te arranco la cabeza». En diciembre, Johnson dijo que el rodaje no comenzaría hasta finales de 2019, como muy pronto, debido a sus compromisos con Jumanji: The Next Level (2019) y Red Notice (2021).
Tras el exitoso estreno de ¡Shazam!, Black Adam se convirtió en una prioridad para New Line Cinema. En junio de 2019, Jaume Collet-Serra estaba en conversaciones para dirigir la película tras impresionar a Johnson como director de Jungle Cruise (2021). Collet-Serra describió a Black Adam como el Harry el Sucio de los superhéroes, y dijo que la película mostraría una versión más oscura de Johnson en comparación con la comedia de aventuras, Jungle Cruise. Johnson reveló en octubre que el rodaje comenzaría en julio de 2020 y, al mes siguiente, anunció que el estreno de Black Adam estaba previsto para el 22 de diciembre de 2021. También reveló que Shazam no aparecería en la misma, pero que se introducirían miembros de la Sociedad de la Justicia de América (SJA).

### Preproducción
Johnson declaró a mediados de abril de 2020 que el rodaje se había retrasado debido a la pandemia de COVID-19 y que ahora planeaban comenzar la producción en agosto o septiembre de ese año. En julio, se esperaba que el rodaje comenzara a principios de 2021 en Atlanta (Georgia), Georgia y Noah Centineo fue elegido para interpretar a Átomo Smasher. Durante el evento virtual DC FanDome en agosto, Johnson reveló que la versión de la SJA de la película incluiría al Hombre Halcón, Doctor Fate y Cyclone, además de Átomo Smasher. Explicó que Chica Halcón fue incluida originalmente en el equipo, pero por una complicada razón no pudo ser utilizada y fue reemplazada por Cyclone.
Rory Haines y Sohrab Noshirvani habían escrito un nuevo borrador del guion en septiembre, cuando Aldis Hodge fue elegido para el papel de Hombre Halcón. Collet-Serra discutió sus comparaciones del personaje de Harry el Sucio con Johnson, y dijo: "Los sistemas estaban corruptos, por lo que los delincuentes se aprovechaban. Necesitabas un policía que atravesara las tonterías y básicamente hiciera lo que se debe hacer. Eso es muy en línea con Black Adam y su forma de pensar. Creo que eso es atractivo para casi todo el mundo. Todo el mundo sabe que el mundo a veces no es justo, y necesitas gente que rompa las reglas para nivelar el campo de juego". Johnson comentó que "el Black en Black Adam se refiere a su alma" y describió su visión del mundo como "miope", y agregó que para Adam, "no hay lugar ni espacio para que él se equivoque. No hay lugar ni espacio para la opinión de nadie más. Solo hay sitio y espacio para él justificando todo lo que hace por su dolor. Y empuja y empuja y empuja y no ve otra manera. Es muy blanco y negro".
Al mes siguiente, Warner Bros. ajustó su calendario de estrenos debido a la pandemia, dejando a Black Adam sin fecha de estreno. Más tarde, en octubre, Sarah Shahi se unió al elenco como Adrianna Tomaz. Quintessa Swindell fue elegida para el papel de Cyclone en diciembre y Marwan Kenzari se unió en febrero de 2021. Se esperaba que el rodaje comenzara en abril y que la construcción de los decorados empezara a mediados de marzo. A finales de marzo, Pierce Brosnan fue elegido para el papel de Kent Nelson / Doctor Fate y la película recibió una nueva fecha de estreno, el 29 de julio de 2022. En abril, James Cusati-Moyer, Bodhi Sabongui, Mo Amer y Uli Latukefu se unieron al elenco en papeles no revelados. Latukefu trabajó previamente con Johnson en la serie Young Rock, mientras que el personaje de Sabongui fue descrito como un papel clave de los cómics de Black Adam.

### Rodaje
La fotografía principal comenzó el 10 de abril de 2021 en Trilith Studios en Atlanta, Georgia, con Lawrence Sher como director de fotografía. El rodaje se retrasó respecto a la fecha inicial de julio de 2020 debido a la pandemia de COVID-19. Johnson dijo el 20 de junio de 2021 que quedaban tres semanas de rodaje, y el 15 de julio anunció que había completado sus escenas. Luego, el rodaje continuó sin Johnson durante varias semanas, y la producción se trasladó a Los Ángeles, y terminó el 15 de agosto.

### Posproducción
Bill Westenhofer es el supervisor de efectos visuales de la película, después de haberlo hecho en la película del DCEU, Wonder Woman (2017). mientras que John Lee y Michael L. Sale son los editores. Proveedores de efectos visuales incluyeron Weta FX, UPP, Scanline VFX, Digital Domain, DNEG, Rodeo VFX, Lola VFX, Cantina Creative, Tippett Studio y EDI Effetti Digitali Italiani.
En marzo de 2022, Warner Bros. ajustó su calendario de estrenos debido al impacto del COVID-19 en la carga de trabajo de los proveedores de efectos visuales. Black Adam se retrasó hasta el 21 de octubre de 2022, con The Flash y Aquaman y el Reino Perdido trasladados desde finales de 2022 hasta 2023 para dar tiempo a que se complete su trabajo de efectos visuales. El retraso de Black Adam también se debió a que las nuevas filmaciones que estaban programadas para febrero de 2022 tuvieron que posponerse porque la mayoría del espacio del estudio en Trilith estaba siendo ocupado por la producción de Guardianes de la Galaxia Vol. 3 (2023). Una vez que terminó el rodaje de esa película, las nuevas tomas de Black Adam comenzaron a principios de mayo, y concluyeron a principios del mes siguiente. Collet-Serra confirmó que el trabajo en la película se había completado con un bloqueo de imagen logrado en julio de 2022. Los créditos finales de escritura se otorgaron a Sztykiel, Haines y Noshirvani, mientras que un adicional el crédito del material literario se atribuyó a David Leslie Johnson-McGoldrick.

## Música
En julio de 2022 se anunció que Lorne Balfe escribiría la música para la película. Anteriormente había escrito música adicional para la trilogía The Dark Knight de Christopher Nolan y compuso la música para The Lego Batman Movie.

## Marketing
Johnson promocionó la película en el evento virtual DC FanDome en agosto de 2020, revelando el arte conceptual y narrando una campaña de intriga animada de la película, además de anunciar qué miembros de la SJA aparecerían. La nueva fecha de estreno, de julio de 2022, se anunció el 28 de marzo de 2021, con otra campaña de intriga narrada por Johnson que se emitió antes de un partido de la semifinal regional de baloncesto de la NCAA y también se anunció durante una «toma» del Times Square en Nueva York. Carly Lane, de Collider, describió el evento del Times Square como emocionante, mientras que Mark Serrels, de CNET, dijo que «hacerla resonar por un altavoz gigante en el Times Square» fue una «una forma genial de anunciar la fecha de estreno de una película». La película se promocionó en el DC FanDome de 2021 en octubre, y Johnson reveló una escena de apertura de la película presentándose como Black Adam. Tom Reimann de Collider estaba emocionado de ver finalmente imágenes de la película después de su larga historia de desarrollo y dijo que "se parece a Dwayne Johnson en una película de superhéroes, lo que quiere decir que se ve increíble". Ambos Ross A. Lincoln de The Wrap y William Hughes de The AV Club destacó la violencia de la escena corta, mientras que Matt Patches William Hughes Polygon  comparó el tono de las imágenes con la franquicia de La momia.
En febrero de 2022, se lanzaron más imágenes de la película como parte de un adelanto para la lista de películas de DC de Warner Bros. para 2022, que también incluyó The Batman, The Flash, y Aquaman y el Reino Perdido (antes de que los dos últimos se retrasaran a 2023 en marzo). Johnson, Centineo y Swindell promocionaron la película en el panel de Warner Bros. en CinemaCon en abril de 2022, donde se lanzó un avance. El primer avance oficial se lanzó el 8 de junio, con un remix orquestal de la canción de Kanye West y Jay-Z, «Murder to Excellence» (2011). Jennifer Bisset en CNET escribió que el tráiler presentaba a Black Adam como un personaje que "debe elegir entre ser un héroe o un villano, y parece que toma el camino más oscuro, a juzgar por su opinión sobre la cuestión de si los héroes matan a la gente". Tanto Maggie Lovvit de Collider como Charles Pulliam-Moore de The Verge también notaron la brutalidad de Adam en el tráiler. Pulliam-Moore sintió que la muerte del hijo de Adam "lo radicaliza y lo anima a usar sus nuevos poderes para buscar un tipo de justicia tan brutal que quienes lo rodean se ven obligados a encerrarlo". Lovvit opinó que la moralidad de Adam existe "dentro del área gris entre blanco y negro" y estaba emocionado de ver el futuro del personaje en el DCEU. Escribiendo para IGN, Rosie Knight también sintió que mostraba la historia de fondo "trágica" de Adam, especulando que podría inspirarse en la iteración «New 52» del personaje, y que determinaría sus acciones futuras.
DC Comics publicará una serie de cómics one-shots centrados en cada miembro de la Sociedad de la Justicia de América (JSA), titulada Black Adam - The Justice Society Files, que comienza el 5 de julio y finaliza el 4 de octubre. Cada número también contará con una portada variante de los miembros de la JSA tal como aparecen en la película. La película se asoció con las bebidas energizantes, ZOA para una edición exclusiva en la Convención Internacional de Cómics de San Diego 2022.

## Estreno
Black Adam fue estrenada por Warner Bros. Pictures en los Estados Unidos el 21 de octubre de 2022. Originalmente se había fijado para su estreno el 22 de diciembre de 2021, pero se cambió de fecha debido a la pandemia de COVID-19. Luego se le dio una fecha de estreno del 29 de julio de 2022, pero se trasladó a la fecha de octubre de 2022 cuando Warner Bros. ajustó su calendario de estrenos debido a los impactos de COVID-19 en la carga de trabajo de proveedores de efectos visuales.

## Recepción

### Crítica
En el sitio web agregador de reseñas Rotten Tomatoes, el 38 % de las 294 reseñas de los críticos son positivas, con una calificación promedio de 5.1/10. El consenso del sitio web dice: «Black Adam puede terminar señalando el camino hacia un futuro emocionante para las películas de DC, pero como experiencia independiente, es una decepción extremadamente desigual». Por su parte, el 88% de la audiencia de la misma página calificó la película con reseñas positivas, con comentarios que la señalan como una de las mejores películas del universo extendido de DC. Metacritic, que utiliza una media ponderada para sus revisores, le asignó una puntuación de 41 sobre 100 basada en 51 reseñas, lo que indica "reseñas mixtas o promedio". Pero nuevamente, la audiencia le dio un puntaje ponderado de 7.1 sobre 10 con una gran cantidad de comentarios favorables. La audiencia encuestada por CinemaScore dio a la película una nota media de "B+" en una escala de A+ a F, mientras que la audiencia de PostTrak le dio 4 de 5 estrellas. Por otro lado, el sitio Imdb le otorga un puntaje positivo de 6.6/10 sobre más  de 175 mil críticas de usuarios. 
Katie Walsh, de Los Angeles Times, escribió: "El director hace un trabajo heroico al crear una película en torno a Johnson que es rápida y entretenida". Liz Shannon Miller, quien escribe para Consequence, le dio una B a la película y dijo: "Por sus propios méritos, Black Adam puede parecer un poco escasa en términos de historia, pero ofrece un montón de momentos agradables y una sólida combinación para respaldar a Johnson. Pero tal vez el aspecto más emocionante es cómo podría sacudir el resto de la franquicia en el futuro". Helen O'Hara, de Empire, la calificó con 3 de 5 y escribió que la película intenta "ofrecer una gran teoría unificada de DC, mezclando temas de películas familiares con un protagonista que directamente asesina gente. El resultado es a veces un caos, pero generalmente es uno entretenido". Todd McCarthy, de Deadline Hollywood, elogió la actuación de Johnson y las escenas de acción, escribiendo: "El espectáculo visual no te deja de llegar durante dos horas, y los efectos son todos tan estupendos que podrías empezar a darlo por hecho. Prácticamente en cada plano ocurre algo épico o, al menos, inusual, y el director Jaume Collet-Serra, que dirigió el éxito de Johnson de 2021, Jungle Cruise, se encarga de presentar a la estrella bajo la luz dramática más favorable".
Maya Phillips, de The New York Times, fue más crítica en su reseña, calificando la película como "una aburrida y desganada película de superhéroes que toca todos los referentes esperados del género bajo la apariencia de una nueva historia transgresora de antihéroes". Rachel LaBonte, de Screen Rant, dio a la película una puntuación de 2.5 sobre 5 y escribió: "Aunque sufre de momentos argumentales repetitivos y personajes poco convincentes, Black Adam se ve impulsada por la actuación de Johnson y su promesa de un futuro emocionante". Alonso Duralde, de TheWrap, calificó la película de "historia de origen confusa y sobrecargada" y escribió: "Lo más decepcionante de todo es que Black Adam es una de las sagas de superhéroes más confusas desde el punto de vista visual de los grandes estudios, entre unas imágenes generadas por computadora poco atractivas y un montaje rápido que absorbe el entusiasmo de cada escena de pelea".

### Premios y nominaciones
| Premio                          | Fecha de la ceremonia   | Categoría                                             | Nominados      | Resultado | Ref.    |
| ------------------------------- | ----------------------- | ----------------------------------------------------- | -------------- | --------- | ------- |
| Hollywood Music in Media Awards | 16 de noviembre de 2022 | Mejor banda sonora en una película de ciencia ficción | Lorne Balfe    | Nominado  | [ 105 ] |
| Premios People's Choice         | 6 de diciembre de 2022  | Mejor película de acción de 2022                      | Black Adam     | Nominado  | [ 106 ] |
| Premios People's Choice         | 6 de diciembre de 2022  | Mejor estrella masculina de 2022                      | Dwayne Johnson | Nominado  | [ 106 ] |
| Premios People's Choice         | 6 de diciembre de 2022  | Mejor estrella de acción de 2022                      | Dwayne Johnson | Nominado  | [ 106 ] |

## Futuro
En abril de 2017, Johnson dijo que él y DC tenían la intención de que Black Adam y Shazam aparecieran juntos en una futura película. Henry Cavill, quien interpreta a Superman en el DCEU, dijo en abril de 2018 que había planes para que Black Adam de Johnson se enfrentara a Superman en una futura película del DCEU después de que Black Adam y Shazam se conocieran. La productora Dany García declaró en mayo de 2021 que Johnson y los otros productores planeaban hacer varias películas de Black Adam durante su "relación a largo plazo con DC", e Hiram García reiteraron en julio que había potencial para que Cavill y Johnson aparecieran juntos en un proyecto futuro como Superman y Black Adam. Ese noviembre, Hiram explicó que ya tenían un esquema para futuras películas y spin-offs con Black Adam y la JSA que dependerían de que la primera película fuera un éxito, y agregó que otros personajes además de Shazam y Superman estaban siendo considerados como posibles futuros rivales para Black Adam como Mujer Maravilla.